# Воденице и ваљавице на Јелашничкој реци
Воденице и ваљавице на Јелашничкој реци су неадекватно заштићено материјално културно наслеђе Србије у Нишкој Бањи. Ове воденице и ваљавице су типичан пример колективне установе над којом власништво има више смесничара (ортака), међу којима су сувласнички односи били сасвим прецизно дефинисани. До 1960. на Јелашничкој реци радиле су 33 ваљавице и 4 воденице, од којих је већина била из турског периода. Воденичарство се угасило до 1961. године, када су Студенска врела каптирана за водовод, а тиме водни потенцијал Јелашничке реке смањен. У исто време појавили су се и млинови на електрични погон, а развила се итекстилна индустрија која је укинула употребу сукна, које је обрађивано у ваљарицама.

## Положај
Воденица и ваљавице налазе се у сливу Јелашничке реке лева притока Нишаве у коју се улива низводно од Јелашнице, односно села Просека. Ова река носи и назив Студена. Слив се формира на падинама Суве планине. Јелашничка река настаје од две главне саставнице које се спајају у Горњој Студени, а највећа притока је Куновичка река, десна притока која се у Јелашничку реку улива непосредно пре ушћа реке у Нишаву. 
Воденице су биле у делу тока који је припадао атару села Јелашница и Доњи Душник, док су на самом изворишту у Доњој Студени биле ваљавице у којима се посупком квашења и гњечења обрађивало сукно.
Удаљене су око 20 километара од Ниша. Позициониране су на око 500 метара надморске висине, на западним падинама Суве планине, уз асфалтни, регионални пут Нишка Бања - Јелашница - Чукљеник - Доња Студена - Горња Студена. 
Адмистритативно воденице и ваљавице припадају атару села Јелашница и Доња Студена, у општини Нишка Бања у Нишавском управном округу, а географски и туристички специјалном резервату природе Сува планина.

## Историја
На простору на коме су изграђене воденице и ваљавице некада је пролазила траса војног пута Виа Милитарис који је био веома значајан у римско време. У доба владавине Османског царства, Турци су изградили Цриградски друм, који је такође пролазио овим просторима, о чему сведоче различите стратешке ознаке уклесане у стенама које су и данас видљиве.
Воденице
Прве воденице настале веома рано, али тачних података када су се на простору јужне и источне Србије и Суве Планине и Нишке котлине јављају воденице нема. Један од примера је Царичин град, код Лесковца, где и данас постоје велике бране које су зајазивале две реке, сада потоке, Лалиновачки и Златски. Поред превасходно фортификационе улоге, вода из ових брана коришћена је и за покретање воденица и ваљавица.
Доласком Словена на овој простор у 7. и 8. веку уништене су готово све тековине римске и византијске цивилизације. Требало је да прође веома дуг временски период пре него што су Словени почели са обнављањем запуштених римских објеката, подизањем воденица, ваљавица и самокова за чији рад су, по угледу на друге европске народе, користили природни пад река и речица. Међутим за разлику од Римљана, Словени су уместо јазова користили природни пад река.
У доба Српске средњевековне државе, њихов развој достиго је још већи успон, па је тако Византијски историчар Акрополит записао да су се балкански сељаци хранили хлебом умешеним од јечменог брашна са плевом и пепелом, а према другим изворима млео се и овас, раж и пшеница. Пред крај 15. века, на подручју Нишког кадилука, било је, у 120 села, 195 воденица, 24 ваљавице и 2 динка (млинови за пиринач).
 

Недалеко од Ниша, дуж Јелашничке (у горњем току Студенске) и Куновичке реке, још из доба Османлијског царства постојао је већи број воденица и ваљавица. Према подацима из турског пописа, из 1490. било је 16 воденица. 
У народу су ове воденице биле познате као: Зајчева, Крџалијска, Карачкина, Славујевска, Ћумурана (Чалакова), Рекалијска, Барутана, Брв, Инатица, Мала, Белањска, Под камен, Чардак, Саитова, Друм, Господарска, Пипавица и Нишава.
С обзиром да је у подножју Суве Планине воде било на претек у току целе године, овде су долазили помељари из сврљишких, белопаланачких и заплањских села, а у време великих суша и из Топлице, Добрича и Јужног Поморавља. 
Брашном из ових воденица снабдеване су и нишке пекаре. Колико је брашно из ових воденица било квалитетно говори податак да је извесни Воја Голубовић добио златну медаљу на сајму у Лондону 1903. године за брашно из воденице Инатице.
Добар део њих је у лошем стању, а у пристојнијем стању постоје само две воденице, Ћумурана и Брв. И у већини села Нишавског округа воденице су данас углавном напуштене, урушене и ван функције.
Ваљавице (ваљарице)
Сукно је једна од најстаријих одевних тканина, израђивана од вуне, на подручју источне Србије, која је у прошлости било сточарски крај богат у вини. Сурова зимска клима која је владала у подручју Суве Планине у ранијим деценијама 19. и првој половини 20 века, изобиље вуне и неразвијена индустријска производња тканина, утицала је на појаву овакве врсте тканине, од које си и данас у домаћој радиности израђују чакшире и грудњаци од сукна за старије укућане. Након ткања и бојења вршено је ваљање сукна у ваљарицама, ваљавицама или ступама, дрвеним направма за ваљање вунене тканине, чији је механизам углавном покретала вода.
У овом традиционалном занатском објекату, којих је било неколико у атару сале Јелашница и Доња Студена, обављала се завршна обрада (дорада) вунених тканина, како би се након процеса ваљање тканина опрала, очистила од слободних влакана, постала компактнија, јача и водоотпорна. Ови традиционални занатски објекати, којих је било широм Европе, датирају још из античког доба. Њихов механизам покретала је вода, која је имале довољну снагу да покрене дрвене маљеве тешке и до 200 kg, који су потом наизменичним покретима ваљали (гњечили) тканину.

## Архитектура
Условљене својом основном наменом, воденице и ваљевице грађене су на Јелашничкој реци, односно у њеној непосредној близини, тако да је овај типа објеката амбијентално усклађен са природом (окруженe зеленилом). 
Њихова архитектура је углавном сведена и подређена функцији. Објекти имају правоугаону или основу у облику слова “Г”. Фасаде су једноставне, рађене у једном или некада у комбинацији више материјала и техника (бондрукопека, са испуном од плетера или кованице и блатног малтера или бондрук-камен). Малобројни прозорски отвори су малих димензија.
Конструктивни склоп воденица није сложен. Доминирају локални материјали. Новији објекти су зидани опеком. Таваница најчешће не постоји, већ се из воденице види кровна конструкција која је дрвена. Кровови су четворосливни или вишесливни, покривени ћерамидом, а код новијих објеката бибер или фалцованим црепом. Подови су дашчани или од набијене земље, реће од бетона. Неке од воденица су претрпеле касније интервенције чиме је у одређеној мери нарушена њихова изворна форма.
У воденицу која је у просеку имала  4 витла, до којих се вода доводила металним букама. У објекат се улазило најчешће на двоја спољна врата. 